# پارک جی یه
پارک جی یه (کره‌ای: 박지예؛ زادهٔ ۱۵ نوامبر ۱۹۹۵) بازیگر اهل کره جنوبی است. او به خاطر ایفای نقش در به یاد بیاور هاری و قلب‌ها و هاری شناخته می‌شود.

## فیلم‌شناسی

### مجموعه تلویزیونی
| سال  | عنوان                   | نقش        | منابع |
| ---- | ----------------------- | ---------- | ----- |
| ۲۰۱۷ | دوران جوانی             |            |       |
| ۲۰۱۸ | معشوقه                  |            |       |
| ۲۰۲۰ | از برامس خوشت میاد؟     | فلوت       |       |
| ۲۰۲۱ | بازرس مخفی سلطنتی و جوی | کوت دان یی |       |

### مجموعه اینترنتی
| سال  | عنوان             | نقش         | منابع             |
| ---- | ----------------- | ----------- | ----------------- |
| ۲۰۱۸ | به یاد بیاور هاری | هاری کو     | [ ۱ ] [ ۲ ] [ ۳ ] |
| ۲۰۱۹ | به هر حال سالگرد  | کیم وان     | [ ۵ ]             |
| ۲۰۲۰ | قلب‌ها و هاری      | هاری کو     | [ ۴ ]             |
| ۲۰۲۰ | خاطرات یوتیوب من  | هاری کو     |                   |
| ۲۰۲۱ | نقل مکان به بهشت  | کارمند بانک | [ ۶ ]             |
| ۲۰۲۱ | دکتر مغز          | می نا       |                   |